# Zwarte Ruiter (buurtschap)
De Zwarte Ruiter is een buurtschap in de gemeente Steenbergen in de Nederlandse provincie Noord-Brabant. Het ligt in het westen van de gemeente, tussen Steenbergen en De Heen.
De buurtschap bestaat uit een twintigtal huizen en bevindt zich op zo'n 1,5 km van Steenbergen op een kruispunt van verschillende dijken en langs de N257, richting Zierikzee.
De in 1953 opgeheven Tramlijn Anna Jacobapolder - Steenbergen had hier ook een halte.
Stad: Steenbergen      Dorpen: De Heen · Dinteloord · Kruisland · Nieuw-Vossemeer · Welberg 

Buurtschappen: Blauwe Sluis · Bloemendijk · De Bocht · Boompjesdijk · Dintelsas · 't Haantje · Heense Molen · Koevering · Notendaal · De Overval ‎· Rolaf ‎· Visberg · Waterhoefke · Wildenhoek · Zwarte Ruiter

Noord-Brabant: Steden en dorpen      Nederland: Provincies · Gemeenten